# Need for Speed: World
Need for Speed: World – komputerowa gra wyścigowa wyprodukowana przez studio Quicklime Games i wydana w 2010 roku przez Electronic Arts. Należy ona do serii gier komputerowych Need for Speed. W Need for Speed: World gracze kierują samochodami wyścigowymi i rywalizują ze sobą w różnorodnych trybach gry. Początkowo rozgrywka w grze była płatna, jednak 9 września 2010 roku stała się darmowa. 14 lipca 2015 roku serwery gry zostały wyłączone.

## Rozgrywka
Na świat gry składają się połączone miasta dostępne w grach Need for Speed: Carbon i Need for Speed: Most Wanted (połączenie dwóch fikcyjnych miast: Palmont i Rockport). Znajdują się tam miejsca również do wyścigów i pościgów.

## Pakiet startowy
Pakiet startowy Need For Speed World był płatną wersją gry, w której gracz mógł osiągnąć maksymalny poziom doświadczenia w grze – 50, natomiast w wersji darmowej gracz mógł osiągnąć jedynie 10 poziom doświadczenia. We wrześniu 2010 roku gra stała się całkowicie darmowa, a firma Electronic Arts wycofała się ze sprzedaży tego pakietu na rzecz mikrotransakcji.

## Wyłączenie serwerów
15 kwietnia 2015 roku EA wydało komunikat o wyłączeniu serwerów gry, argumentując to niską frekwencją graczy na serwerach. Jednocześnie zablokowano możliwość zakupu punktów SpeedBoost oraz rejestracji nowych kont. Serwery zostały wyłączone 14 lipca 2015 roku.